# Гуинди (национальный парк)
Гуинди (англ. Guindy National Park, там. கிண்டி தேசியப் பூங்கா) — национальный парк в индийском штате Тамилнад, в городе Ченнаи. Занимает территорию всего 2,82 км² (один из самых маленьких в стране). Кроме того, это один из немногих индийских национальных парков, расположенных на городской территории. Тем не менее, влияние человека на природу здесь минимально, как и в любом другом парке. Гуинди привлекает более 700 тысяч посетителей ежегодно.

## История
Изначально на месте одних из сохранившихся тропических лесов на Коромандельском побережье был создан заповедник. Территория леса была куплена правительством у британца Гилберта Родерикса в 1821 году. В 1910 году был создан лесной заповедник, в 1958 году — передан в ведение департамента лесного хозяйства Тамилнада. В 1978 году был объявлен национальным парком и отгорожен от соседних городских территорий.

## Флора и фауна
Территория представляет собой травянистую равнину с небольшими вечнозелёными лесами и зарослями кустарников. В парке обитают более 14 видов млекопитающих, среди них: гарна, аксис, шакал, малая цивета, индийский макак, ежи, панголины, обыкновенный мангуст, пальмовая белка. Популяция гарн в последнее время сократилась, составив по данным на 2004 год 405 особей. Популяция аксиса остаётся более постоянной, а возможно даже растёт. На тот же 2004 год она составила 2 650 особей. В парке встречается более 150 видов птиц, более 60 видов пауков, более 60 видов бабочек, несколько видов амфибий и рептилий.